# Hermann Scherer (Politiker)
Hermann Scherer (* 16. Juni 1914 in Köln; † 29. August 1993 in Limburgerhof) war ein deutscher Kommunalpolitiker (SPD) und Landrat der Landkreise Ludwigshafen und Bad Dürkheim.

## Leben
Scherer zog mit seiner Familie 1939 nach Limburgerhof. Er war als Geologe bei der Errichtung des Westwalls eingesetzt, nach dem Krieg arbeitete er beim Wasserwirtschaftsamt in Neustadt an der Weinstraße. Er war Vorsitzender des Pfälzischen Verkehrsverbands, verheiratet und hatte sieben Kinder. 
Von 1950 bis 1961 war Scherer ehrenamtlicher Bürgermeister von Limburgerhof (1950/51 geschäftsführend); 1961/62 war er hauptamtlicher Bürgermeister der Gemeinde. Von 1962 bis 1969 war er Landrat des Landkreises Ludwigshafen (seit 2004 Rhein-Pfalz-Kreis) und von 1969 bis 1979 der erste Landrat des neugebildeten Landkreises Bad Dürkheim. Zwei Tage vor seinem 70. Geburtstag ernannte die Gemeinde Limburgerhof ihn zu ihrem Ehrenbürger.

## Auszeichnungen
- Verdienstkreuz 1. Klasse des Verdienstordens der Bundesrepublik Deutschland[1]